# Édouard Ollivro
Édouard Ollivro, né le 27 février 1921 à Lannion (Côtes-du-Nord) et mort le 27 janvier 1982 à Guingamp (Côtes-du-Nord), est un professeur, écrivain et homme politique français.

## Biographie
Il est issu d'une famille de cinq enfants originaire du quartier Saint-Nicolas à Lannion.

### Carrière littéraire
Il se met à écrire Picou fils de son père dans un style très alerte et savoureux, pendant sa convalescence à Louannec, après 4 années de maladie. Il le publie chez Plon en 1954, (qui le réédite en 1972). Ce livre a été traduit en breton (Pikoù, mab e dad, édité par Mouladurioù Hor Yezh à Lesneven en 1983), en allemand, en turc (Babasının oğlu, traduit par Faik Baysal et publié par Kervan Yayınları). Ce livre fait l'objet d'un enregistrement sur disque vinyle, lu par Yves Philippe et mis en musique par Léon Guillou. Ce livre fera l'objet d'un feuilleton télévisé en 1974.
En septembre 1954, il est nommé professeur d'histoire au lycée Auguste Pavie à Guingamp.
Trois ans plus tard, en 1957, il publie, toujours chez Plon, son roman Grand Bal à Cadolan.
Il a encore publié un livre contenant deux pièces de théâtre  Grégoire est mort et Une histoire de chapeau chez l'éditeur Christian Anger à Lannion au milieu des années 1950.
Après avoir gagné un concours national de nouvelles, il a publié de nombreuses nouvelles dans Marie Claire, dont La grande moisson de la mer réédité par Les Presses Bretonnes de Saint-Brieuc en 1992.

### Carrière politique
En 1959, il est élu conseiller municipal à Guingamp sur une liste de Progrès économique et social, puis maire de cette ville de 1961 à 1977, année où de nombreuses municipalités sont passées à gauche. Il restera ensuite conseiller municipal jusqu'à son décès. En 1965, il représente les maires du département au CODER.
En 1967, il est élu député PDM, de la 4e circonscription des Côtes-du-Nord. Il le restera jusqu'aux législatives de 1978, au cours desquelles il se fera battre par le communiste François Leizour. En 1969, il devient vice-président du Comité d'étude et de liaison des intérêts bretons (CELIB), et président du groupe centriste à l'Assemblée nationale. Dans les années 1960, il a tenu, dans le journal Le Monde la chronique « Carnets d'un député ».
Il décède d'une crise cardiaque à son domicile le 27 janvier 1982.
Il est le père de quatre enfants dont Jean Ollivro, géographe, qui a fait publier un roman posthume en 2003 Les vieux chevaux tirent leurs chaînes paru aux Éditions Diabase à Plancoët.

## Détail des fonctions et des mandats
Mandat parlementaire
- 3 avril 1967 - 30 mai 1968 : député de la 4e circonscription des Côtes-du-Nord
- 11 juillet 1968 - 1er avril 1973 : député de la 4e circonscription des Côtes-du-Nord
- 2 avril 1973 - 2 avril 1978 : député de la 4e circonscription des Côtes-du-Nord

Mandats locaux
- mars 1959 - 6 octobre 1961 : conseiller municipal de Guingamp
- 6 octobre 1961 - 21 mars 1977 : maire de Guingamp
- 21 mars 1977 - 27 janvier 1982 : conseiller municipal de Guingamp